# Oxalis suborbiculata
Oxalis suborbiculata är en harsyreväxtart som beskrevs av A. Lourteig. Oxalis suborbiculata ingår i släktet oxalisar, och familjen harsyreväxter. Utöver nominatformen finns också underarten O. s. glabra.